# Giancarlo Salvoldi
Giancarlo Salvoldi (Ponte Nossa, 5 marzo 1947) è un politico italiano.

## Biografia
Laureato in Scienze politiche, insegnante. Esponente dei Verdi, viene eletto alla Camera dei Deputati nel 1987 e poi viene riconfermato anche dopo le elezioni del 1992. Resta a Montecitorio fino 1994